# Потоотделение в стрессовых ситуациях
Стрессовое потоотделение (его также называют «холодным потом») — это мгновенная реакция человеческого тела на эмоциональные раздражители, будь то волнение, радость или страх. Такой пот может выделяться по всей поверхности тела человека, но максимальная концентрация потовых желёз сосредоточена в области лица, ладоней, ступней и подмышечных впадин.
В отличие от регулярного потоотделения, связанного, например, с высокой температурой окружающей среды, в стрессовых ситуациях выделение секрета происходит гораздо быстрее (подобное явление описывается фразеологизмом «бросило в пот») и вызывает более сильный запах.

## Механизм стрессового потоотделения
Гормоны адреналин и норадреналин, которые высвобождаются в результате стрессовой реакции, сужают кровеносные сосуды кожи и обеспечивают, таким образом, приток крови к мышцам. Уменьшение кровообращения кожи снижает её температуру, а испарение пота ведёт к её дальнейшему охлаждению. И наоборот: при термальном потоотделении кровообращение в коже усиливается, что позволяет достичь максимального снижения температуры за счёт испарения пота с поверхности тела.

## Стрессовое потоотделение в области ладоней и ступней
При обоих типах потоотделения выделение секрета на лице, ладонях и ступнях происходит через эккринные потовые железы. В эволюционном развитии эта функция появилась ещё у млекопитающих как ответная реакция на опасность, и в настоящее время активна даже у маленьких детей.
Выделение пота на ладонях и ступнях, когда они становятся влажными, способствует лучшему сцеплению, предотвращая скольжение во время бега или лазания, и помогает убежать от источника стресса. Согласно научным исследованиям, такое потоотделение вызвано в основном реакцией на эмоциональные раздражители и практически не зависит от температуры окружающей среды.

## Невербальная коммуникация
Апокринные потовые железы находятся в подмышечной, паховой и грудной областях рядом с волосяными фолликулами. Они играют важнейшую роль в процессе эмоционального потоотделения.
Апокринные железы выделяют секрет, содержащий протеины, липиды и вещества, которые усваиваются микроорганизмами на коже. Эти микроорганизмы провоцируют появление свободных молекул, которые и вызывают типичный неприятный запах пота.
Запах секрета апокринных желёз является частью невербальной коммуникации, основанной на обонянии. Выделение большего объёма жидкости эккринными железами способствует распределению молекул запаха по коже и волосяному покрову, увеличивая область действия и интенсивность сигналов для обоняния.

## Область подмышечных впадин
В области подмышечных впадин при эмоциональном потоотделении задействованы как эккринные, так и апокринные потовые железы. Последние немедленно реагируют на эмоциональные раздражители. Во время циркуляции крови они активируются вегетативной нервной системой и гормонами стресса. Железы реагируют на раздражение мгновенно, буквально в течение нескольких секунд. При эмоциональном напряжении они выбрасывают огромное количество секрета (до 70 мг/мин в каждой подмышечной впадине), что в несколько раз превосходит количество пота, выделяемого на начальных стадиях термального потоотделения.

## Меры для защиты от потоотделения в стрессовых ситуациях
Как описано выше, можно выделить два главных признака стрессового потоотделения: выделение секрета на лице, ладонях, ступнях и в подмышечных впадинах; неприятный запах в подмышечных впадинах.
Использование антиперспирантов, сокращающих выделения потовых желёз, может помочь при чрезмерном потоотделении в подмышечных впадинах. Большинство выпускаемых антиперспирантов содержит соли алюминия, такие как хлоргидрат алюминия, сесквихлоргидрат алюминия или алюминий-циркония глицинат. Эффективность защиты от пота напрямую связана с составом формулы антиперспиранта, например с такими показателями, как тип алюминиевой соли, её концентрация в продукте и уровень pH.
Эффективные антиперспиранты также препятствуют образованию неприятного запаха благодаря следующим факторам:
1. Уменьшение влажности — благоприятной для размножения бактерий среды — приводит к замедлению роста количества бактерий.
2. Соли алюминия и низкий pH замедляют активность бактерий и тем самым борются с появлением неприятного запаха.
3. Влажность способствует высвобождению молекул неприятного запаха с поверхности кожи, поэтому чем ниже влажность, тем менее интенсивно проявляется запах

Более того, научные исследования доказали, что специально разработанные антиперспиранты на основе солей алюминия могут существенно сократить появление неприятного запаха и выделение секрета в области подмышек даже в стрессовых ситуациях. Дезодоранты, не имеющие в своём составе солей алюминия, в отличие от антиперспирантов лишь подавляют рост бактерий. Это решает проблему неприятного запаха, но совершенно не препятствуют появлению влажности.

## Тестирование продуктов, защищающих от эмоционального потоотделения
Согласно исследованиям С. Кокса и Т.МакКея, «стресс — это перцептивное явление, основанное на сопоставлении требований к человеку и его способности справиться с ситуацией. Несоответствие ведёт к стрессу и реакции на стресс». В тестирование реакции на стресс обычно включают ситуации, для которых характерны новизна, отсутствие контроля со стороны испытуемых, а соответственно, и ощущения неуверенности, напряжения и давления.
The Trier Social Stress Test (тест на стрессовые реакции, разработанный в Университете Триера) является золотым стандартом среди тестов на стрессовые реакции в лабораторных условиях. В процессе тестирования испытуемым предлагается пройти стрессовое собеседование, на котором нельзя ничего записывать, а считать можно только в уме. Чтобы измерить уровень стресса, анализируется уровень адреналина до и после собеседования, а в процессе собеседования фиксируется сердечный ритм. Кроме того, испытуемые заполняют психологические анкеты. Это даёт возможность понять, как они сами оценивают свой уровень стрессоустойчивости.
Процедура также предполагает измерение количества пота, выделяемого в подмышечных впадинах, и интенсивность неприятного запаха. Кожу одной подмышки обрабатывают антиперспирантом, вторая остаётся необработанной. По результатам теста сравнивается количество выделенного секрета с обработанной и не обработанной дезодорантом поверхностей. Таким образом, оценивается эффективность дезодоранта или антиперспиранта в стрессовой ситуации.